# Guillaume Dubois

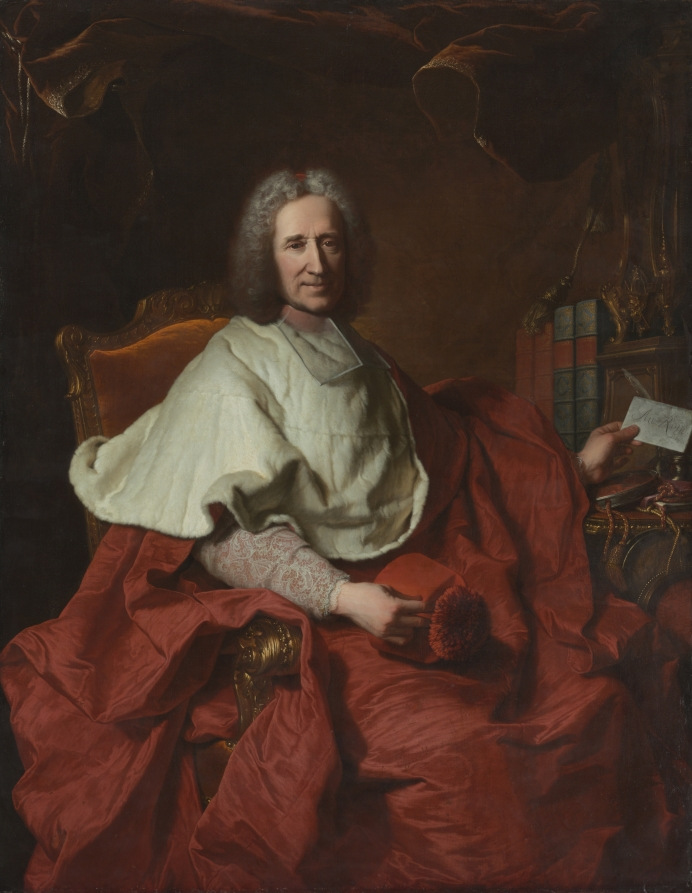
Guillaume Dubois

Guillaume kardinaal Dubois (Brive-la-Gaillarde, 6 september 1656 – Versailles, 10 augustus 1723) was een Franse kardinaal en staatsman. Hij hoort thuis in het rijtje van Richelieu, Jules Mazarin en André Hercule de Fleury, de invloedrijke Franse kardinalen die tegelijkertijd de functie van Eerste minister vervulden. Zijn belangrijkste functie was zijn ministerschap tijdens het regentschap van Filips van Orléans met als belangrijkste verwezenlijking het uitwerken van een Frans-Britse alliantie.

## Levensloop
Dubois was van bescheiden komaf; zijn vader was een plattelandsdokter of -apotheker. Hij ving priesterstudies aan maar onderbrak die om privéleraar te worden bij adellijke families. Een van zijn pupillen was Filips van Orléans en Dubois bleef heel zijn leven lang een vertrouweling en supporter van hem. Dubois was een man zonder principes of scrupules maar was wel intelligent en een bekwame diplomaat. 

### Politieke carrière
Toen Filips van Orléans in 1715 regent van Frankrijk werd (zijn neef koning Lodewijk XV was nog minderjarig) gelastte hij Dubois met buitenlandse missies. Omdat de aanspraken van Lodewijk XV op de troon betwist werden door de Spaanse koning Filips V, bewerkstelligde Dubois in 1716 een Frans-Britse alliantie. De Fransen zouden koning George I steunen tegen de Jakobieten en in ruil zouden de Britten de troonaanspraken van Lodewijk XV steunen. In de daaropvolgende jaren slaagde Dubois er ook in allianties met de Nederlanders en de Oostenrijkers te sluiten (Quadruple Alliantie). In september 1718 werd hij officieel benoemd tot minister van Buitenlandse Zaken.
Dubois wist de samenzwering van Antonio del Giudice, prins van Cellamare te verijdelen en voerde een korte oorlog tegen Spanje, de Oorlog van de Quadruple Alliantie.
In 1721 werd Frankrijk geconfronteerd met een zware financiële crisis en haalde Dubois de banden met Spanje aan, wat resulteerde in een verdrag en de verloving van Lodewijk XV met infante Mariana, de dochter van Filips V van Spanje. Tegelijk zorgde Dubois ervoor dat de goede banden met Groot-Brittannië behouden bleven.
In juli 1721 werd Dubois benoemd tot Eerste Minister.
In 1722 werd Dubois verkozen tot lid van de Académie française.

### Kerkelijke carrière
Dubois was libertijns en leidde een liederlijk leven. Toch werd hij in 1720 alsnog tot priester gewijd en enkele maanden later tot aartsbisschop van Kamerijk. Dankzij zijn reputatie als staatsman en zijn standpunten tegen het Jansenisme, maar ook dankzij omkoping wist hij in 1721 een benoeming tot kardinaal te bekomen. In 1722 werd hij voorzitter van de Franse Assemblée du clergé.
- Bibliothèque nationale de France: cb129975525 (data)
- Biografisch Portaal: 15129240
- Catàleg d'autoritats de noms i títols de Catalunya: 981058510917406706
- Gemeinsame Normdatei: 120955059
- International Standard Name Identifier: 0000 0001 2102 2629
- Library of Congress Control Number: nr88011155
- Nationale Bibliotheek van Tsjechië: skuk0000335
- Nederlandse Thesaurus van Auteursnamen: 071612858
- Istituto Centrale per il Catalogo Unico: CFIV214082
- SNAC: w60304w5
- Système universitaire de documentation: 053452925
- Virtual International Authority File: 71524910
- WorldCat: E39PBJxRyrggyXCj6PWX4F3CwC